# La Chapelle-Glain

La Chapelle-Glain este o comună în departamentul Loire-Atlantique, Franța. În 2009 avea o populație de 820 de locuitori.